# Leucip (mitologia)
Leucip (en grec antic Λεύκιππος) va ser, segons la mitologia grega, una filla de Galatea, filla d'Eurici, i Lampros, fill de Pandíon.
Lampros era un home de bon llinatge a la ciutat de Festos, a Creta, però vingut a menys en la seva fortuna. Quan Galatea va quedar encinta Lampros li va dir que procurés que el que havia de néixer fos noi, perquè no volia una filla, i si naixia noia, que la fes desaparèixer. El marit era fora pasturant els ramats quan Galatea tingué una filla. No va voler matar-la, i els endevins li van dir que la criés com si fos un noi. Va enganyar Lampros dient que havia tingut un mascle i el crià posant-li per nom Leucip. Però quan la noia va créixer, va adquirir una gran bellesa i es va fer molt difícil amagar el seu sexe. Galatea, per por de Lampros, es va refugiar en un temple de Leto, i demanava a la deessa amb súpliques constants que convertís a la seva filla en noi, tal com Cenis, filla d'Èlat va ser convertida en Ceneu el làpita, per Posidó, o com Tirèsias, que d'home es va convertir en dona per haver matat unes serps que copulaven al mig del camí, i novament en home quan va tornar a matar una serp. O com Hipermestra (o Mestra) que com a dona es venia per diners i convertida en home mantenia el seu pare Erisícton. O com el cretenc Sipretes que s'havia transformat per haver vist Àrtemis nua mentre es banyava. Leto es va compadir de Galatea i la va convertir en noi. Els habitants de Festos commemoren aquesta transformació oferint sacrificis a Leto Fítia, perquè va fer créixer un penis a la noia, i anomenen la festa Ecdísies, perquè la noia es va treure el peplos canviant-lo per roba masculina. En els rituals matrimonials és costum que la núvia jegui prèviament amb una estàtua de Leucip.
La història de Leucip és similar a la d'Ifis, filla de Teletusa i Ligdos.